# Монтилья, Мариано
Мариано Монтилья (8 сентября 1782 года, Каракас — 22 сентября 1851 года, Каракас) — видный генерал венесуэльской армии в ходе венесуэльской войны за независимость.

## Биография
В раннем возрасте переехал в Испанию, чтобы начать военную карьеру в гвардии. В 1801 году участвовал под командованием Мануэля Годоя в апельсиновой войне между Испанией и Португалией. Был ранен в битве под Оливенса, после чего вернулся в Каракас. В 1808 году принимал активное участие в революционных действиях за независимость в Венесуэле. После событий 19 апреля 1810 года официальные лица, назначенные Жозефом Бонапартом, были смещены и вместо них управление в Каракасе взяла на себя «Верховная хунта за сохранение прав Фердинанда VII» (La Suprema Junta Conservadora de los Derechos de Fernando VII). Монтилья активно участвовал в этих событиях. В 1811 году участвовал в мятеже в Валенсии.
В 1813 году присоединился к силам Симона Боливара. В 1814 году после победы роялистов был вынужден иммигрировать в Картахену-де-Индиас в Соединённых Провинциях Новой Гранады, где руководил обороной города, осаждаемого испанским генералом Пабло Морильо. В 1815 он был назначен губернатором города и получил звание полковника. После падения города 6 декабря 1815 года бежал на Гаити, откуда принял участие в неудачной морской кампании Боливара. После жил в США, пока не взял командование над островом Маргарита, откуда вел кампании против Барселоны и Куманы.
В качестве генерала он участвовал во множестве сражений, в том числе осаде Картахены, завершившейся взятием года в 1821 году. В 1823 году пал Маракайбо под натиском сил, присланных испанским генералом Франсиско Томасом Моралесом. Монтилья для возвращения города установил базу для операций в городе Риоача, вернув Картахену после битвы на озере Маракайбо.
В 1824 году был назначен командующим генералом департамента Сулия, в следующем году вернулся в Катахену, где служил командующим департамента Магдалена. В 1828 году являлся лидером департаментов Перешейка (Панама) и Магдалена. В 1830 году оказался связан с движением, поддерживающим Рафаэля Урданета на пост президента Великой Колумбии. В результате в январе 1832 года он был объявлен предателем и изгнан из Новой Гранады. Но впрочем уже в январе 1833 года ему было разрешено вернуться, а в ноябре он был назначен представителем министерства для восстановления дружественных отношений с Англией и Францией, а также поиска признания независимости Венесуэлы от Испании, чего ему и удалось достичь. Он умер в Каракасе в 1851 году, а в 1896 году его останки были перемещены в Национальный пантеон Венесуэлы.